# Supercoppa di Bulgaria 2021
La Supercoppa di Bulgaria 2021 è stata la 18ª edizione di tale competizione, disputata il 17 luglio 2021 allo Stadio nazionale Vasil Levski di Sofia. La sfida ha visto contrapposte il CSKA Sofia, vincitore della coppa nazionale e il Ludogorec vincitore del campionato. Il Ludogorec ha avuto la meglio sul CSKA Sofia per 4-0, conquistando il trofeo per la quinta volta nella sua storia.

## Tabellino
| Arbitro: | Ivaylo Stoyanov |

|                                                  |           |  |
| Santana 29’ Yankov 41’ Sōtīriou 49’ Tchibota 84’ | Marcatori |  |